# Ampliación del canal de Panamá

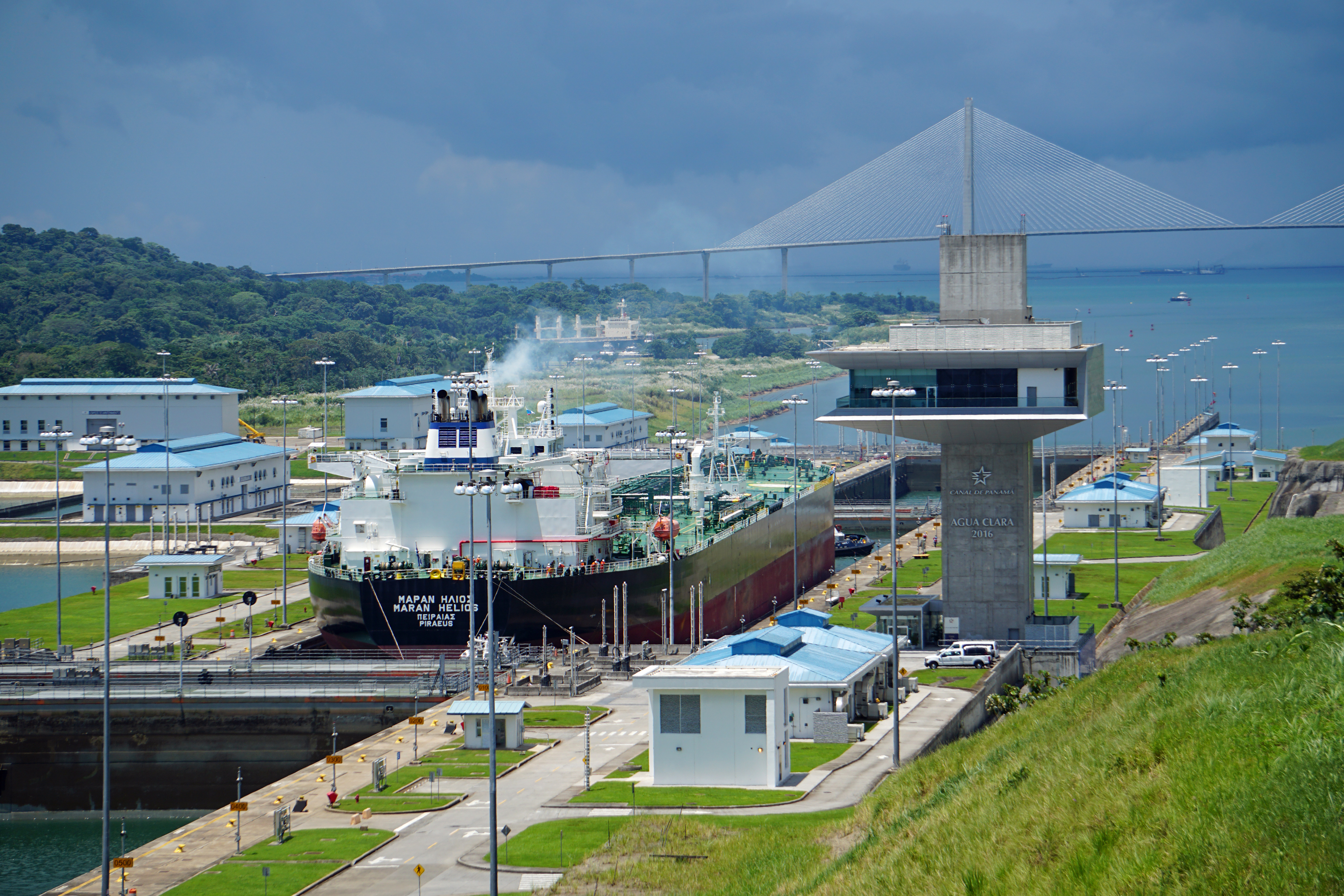
Barco de medidas Neopanamax atravesando las nuevas esclusas de Agua Clara en el lado Atlántico en el año 2019.

La ampliación del canal de Panamá representa la mayor obra de expansión desde la inauguración de esta vía interoceánica. La Autoridad del Canal de Panamá propuso un proyecto de construcción de un tercer juego de esclusas después de años de estudios. El presidente panameño Martín Torrijos presentó el plan el 24 de abril de 2006 y los ciudadanos panameños lo aprobaron en un referéndum nacional del 22 de octubre de 2006 con el 76,8% del voto. El canal ampliado entró en operación comercial el 26 de junio de 2016.
La dirección de la obra, destinada a doblar la capacidad del canal para permitir más tráfico, fue adjudicada a la empresa española Sacyr. La ampliación duplicó la capacidad del canal. El 2 de marzo de 2018, la Autoridad del Canal de Panamá anunció que 3.000 barcos Neopanamax habían cruzado la ampliación del canal durante sus primeros 20 meses de funcionamiento.

## Proyecto

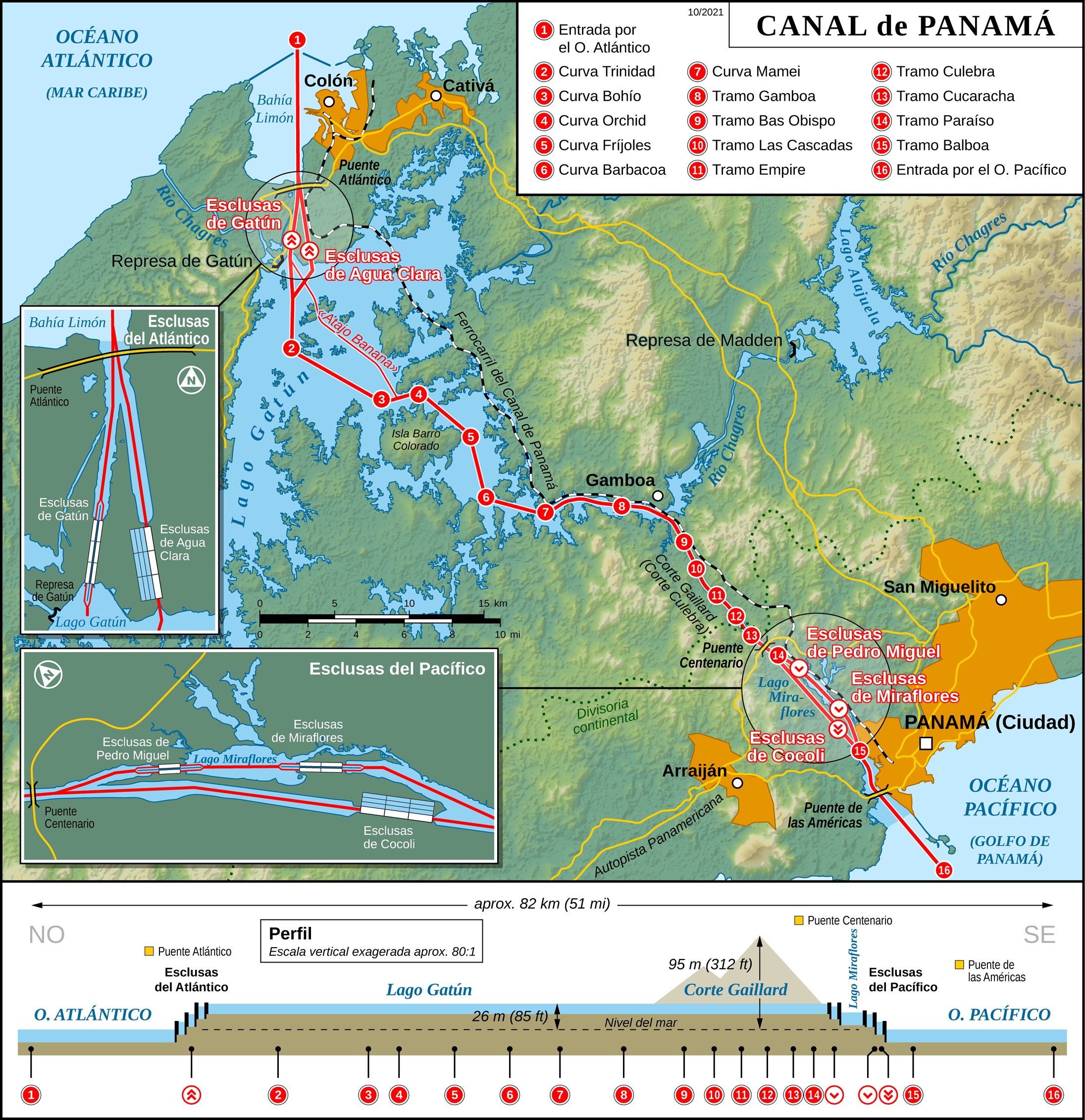
Diagrama del canal de Panamá que muestra la secuencia de esclusas y de pasos que un buque pasa mientras transita el canal.

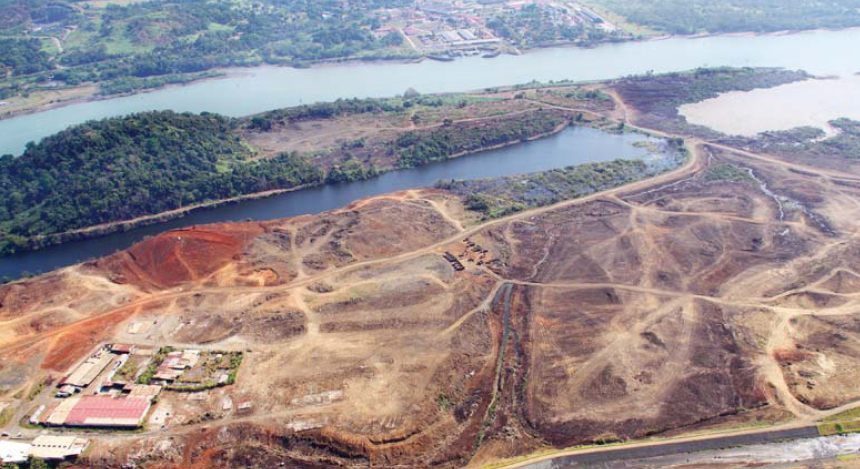
Sitio de construcción del Tercer Juego de Esclusas en el lado del Pacífico en enero de 2010.

Se creó un flujo de tráfico naval adicional gracias al nuevo juego de esclusas. Los detalles del proyecto contienen los componentes siguientes:
- Construcción de dos complejos de esclusas nuevos, uno en el lado Atlántico y otro en el Pacífico, cada uno de ellos con tres cámaras, y con tinas adicionales para reciclaje de agua;
- Excavación de nuevos canales de acceso a las nuevas esclusas y ensanche de los canales de navegación existentes;
- Profundización de los canales de navegación y elevación del nivel de agua de operación del lago Gatún.[6]

Según lo estipulado por la Constitución Política de la República de Panamá, cualquier proyecto para ampliar el canal tiene que ser aprobado por el Consejo de Gabinete, por la Asamblea Nacional y por referéndum . El viernes 14 de julio de 2006, la Asamblea Nacional aprobó unánimemente el proyecto y también una ley que ordenó un referéndum nacional sobre la propuesta. El referéndum de la Ampliación del Canal de Panamá fue celebrado el 22 de octubre de 2006 con resultado de aprobación.
El Canal de Panamá Ampliado fue inaugurado el 26 de junio de 2016. El 2 de marzo de 2018 la Autoridad del Canal de Panamá (ACP) anunció que 3.000 barcos Neo-Panamax, demasiado grandes para transitar el canal antiguo, habían cruzado la ampliación durante sus primeros 20 meses de funcionamiento.
El canal de Panamá tiene una capacidad limitada, determinada por los ciclos de operación de las esclusas. La tendencia actual se dirige hacia un mayor tamaño de los barcos que lo transitan, demorándose más tiempo en la operación. La necesidad de constante mantenimiento periódico, debido a la edad del canal, obliga a cierres periódicos de alguna vía. Ante la creciente demanda generada por la globalización del comercio internacional, la Autoridad del Canal de Panamá estimó que la capacidad máxima sostenible del canal se sobrepasaría entre 2009 y 2012.

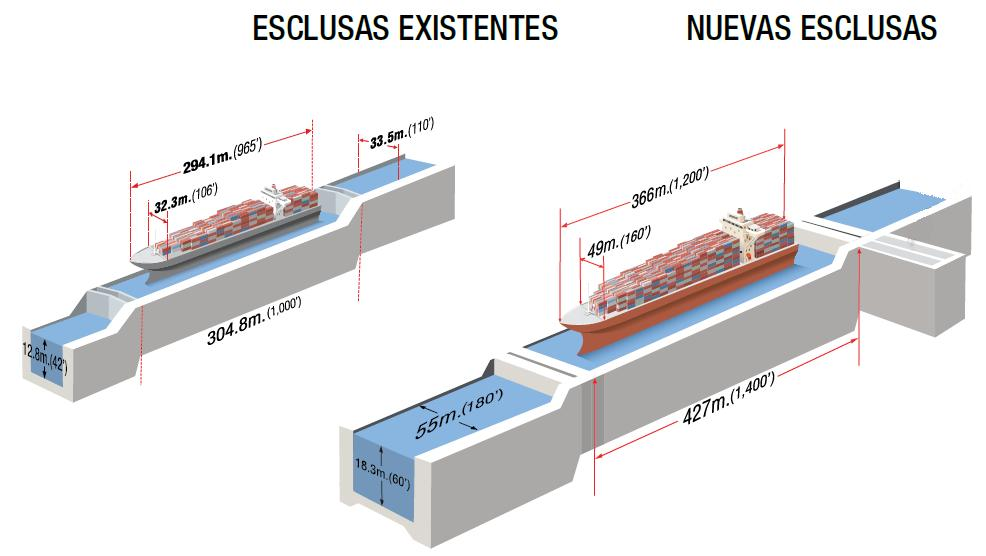
Comparación del tamaño de la cámara de las esclusas actuales con el de las nuevas cámaras de las esclusas planeadas.

Otro de los factores importantes es el tamaño de las esclusas, que restringen el tamaño máximo de los barcos que pueden transitar por el canal, denominados Panamax. 
Las dimensiones de las esclusas del actual canal son de 320,04 m (1050 pies) de largo, 33.53 m (110 pies) de ancho, y 12.81 m (42 pies) de profundidad, aunque los tamaños de servicio reales son algo menores (por ejemplo, la longitud máxima utilizable de cada cámara de esclusa es de 304,8 m (1 000 pies). 
La ampliación del canal permitirá el paso de los barcos NeoPanamax, las nuevas cámaras de las nuevas esclusas construidas, son más grandes y miden 426,72 m (1.400 pies) de largo, por 54,86 m (180 pies) de ancho, y 18,29 m (59 pies) de profundidad, con dos nuevas compuertas rodantes a cada lado de las cámaras que son las más grandes y pesadas del mundo. Las nuevas esclusas tienen capacidad para atender al 98% de la flota mundial de barcos. Destacando la flota portacontenedores con la capacidad de atender entre el 97 y 98% del total. Los pedidos Neopanamax, están en alza tras la apertura de las nuevas y enormes esclusas de tres niveles que permiten el paso entre los océanos Atlántico y Pacífico.
Desde 1930, todos los estudios de ampliación del canal establecieron que la alternativas más efectiva y eficiente para mejorar la capacidad del canal, es la construcción de un tercer juego de esclusas, con mayores dimensiones que las construidas en 1914. En 1939, los Estados Unidos iniciaron la construcción de esclusas adicionales, diseñadas para permitir el tránsito de buques comerciales y de guerra de dimensiones mayores que el tamaño de las esclusas existentes. En 1942, después de avanzar considerablemente las excavaciones, los estadounidenses suspendieron la ejecución del proyecto debido al comienzo de la Segunda Guerra Mundial. 

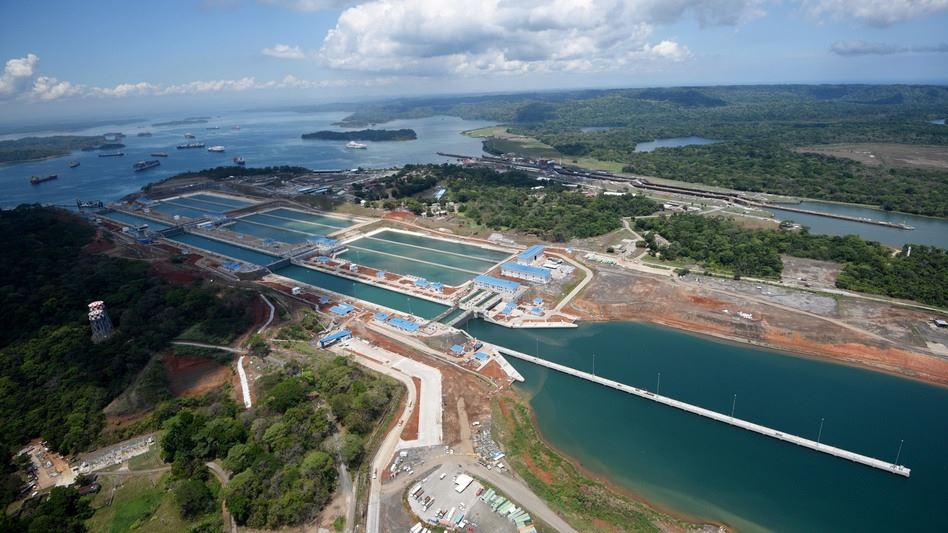
Nuevas esclusas de Agua Clara del Canal de Panamá (lado Atlántico). Los tres juegos de cuencas de ahorro de agua se muestran en la parte superior de las esclusas del canal.

En la década de los años ochenta del siglo XX, una comisión tripartita formada por Panamá, Japón, y Estados Unidos, abordó el tema otra vez, y, como los estadounidenses en 1939, decidieron que un tercer juego de esclusas  era la alternativa más apropiada para incrementar la capacidad del canal. Más tarde, estudios desarrollados por la Autoridad del Canal de Panamá (ACP) como parte de su Plan Maestro, con un horizonte hasta el año 2025, ratificaron que un tercer juego de esclusas, más grandes que las existentes, era lo más apropiado, lo más rentable para aumentar la capacidad del canal y permitir que la ruta marítima panameña continuara creciendo. 
Según la ACP, a través de su historia el canal continuamente ha transformado su estructura, y se ha adaptado a las necesidades del comercio internacional, y las tecnologías de transporte marítimo. De este modo, la vía interoceánica ha logrado incrementar su competitividad de manera sostenible.
El entonces presidente Martín Torrijos, en su discurso del 24 de abril de 2006, anunciando el proyecto dijo que "… para decirlo de manera gráfica, [el Canal] es como nuestro ‘petróleo’. Al igual que el petróleo que no ha sido extraído no vale nada, y que para extraerlo hay que invertir en infraestructura, el Canal requiere ampliar su capacidad para afrontar la creciente demanda de carga, y generar más riqueza para los panameños.

## Volumen de carga

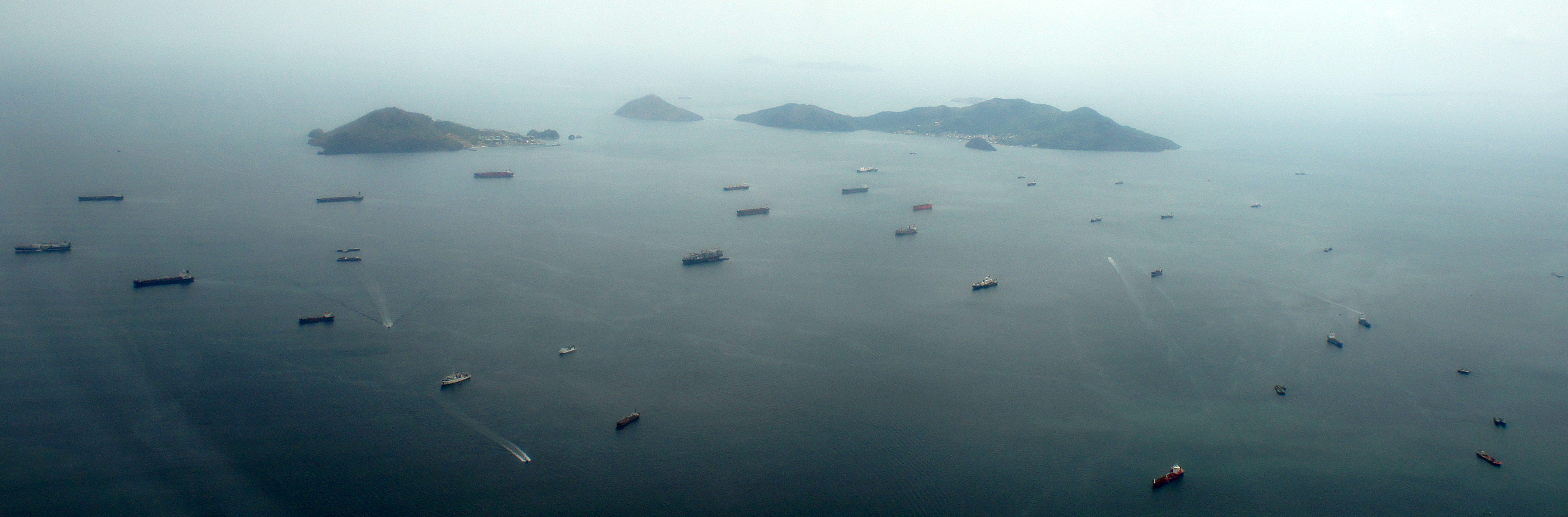
Fila de espera de barcos en la bahía de Panamá, océano Pacífico, aguardando turno para entrar al canal de Panamá.

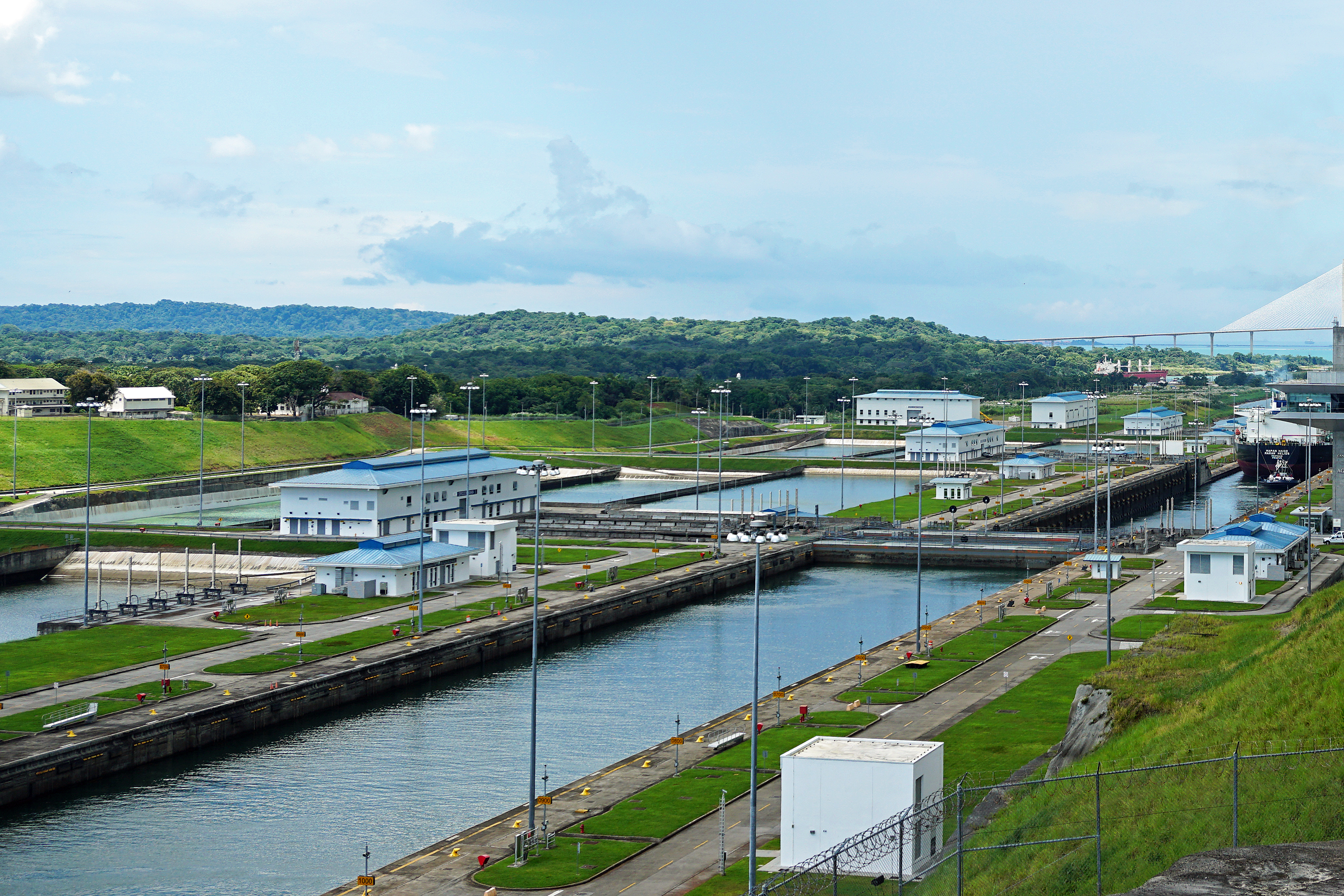
Vista panorámica de los tres juegos de tinas de reutilización de agua de las exclusas de Agua Clara, año 2019.

Basándose en las proyecciones de la ACP, durante los próximos 20 años el volumen de carga que transitará por el Canal crecerá a un promedio del tres por ciento anual, duplicándose en tonelaje en el periodo que va del año 2005 al 2025. Acondicionar el Canal para permitir el paso de buques más grandes, lo hará más eficiente al permitir el tránsito de mayores volúmenes de carga, a coste relativamente inferior y con menor consumo de agua.
Históricamente, los segmentos de graneles secos y líquidos han generado la mayor parte de los ingresos. En carga a granel se incluyen productos secos, como granos (maíz, soja y trigo, entre otros), minerales, fertilizantes, carbón; y productos líquidos, tales como productos químicos, gas licuado, petróleo crudo y derivados del petróleo. Recientemente, el sector de carga en contenedores ha sustituido al segmento de carga seca a granel, como principal generador de ingresos, pasando a un segundo lugar. Por otra parte, el segmento de vehículos de transporte se ha convertido en el generador de ingresos en tercer lugar. Los análisis de la industria de envío realizado por la ACP y los expertos del sector indicaron que iba a ser beneficioso, tanto para el Canal como para sus usuarios, ampliarlo, debido a la demanda que se producirá por permitir el tránsito de mayores tonelajes.
La cuestión es si la tendencia que ofrece la ACP, se materializará en las proyecciones de demanda durante la próxima generación. El crecimiento en el uso de la vía panameña durante los últimos años, ha sido casi totalmente por el aumento de las importaciones de EE. UU. desde China, que pasan por el canal hasta los puertos del este de los EE. UU. y las costas del Golfo. Sin embargo, se reconoce, tanto en los Estados Unidos como en China, que este desequilibrio en el comercio no es sostenible y se reducirá, dando lugar a algún tipo de ajuste en los próximos años, aunque es importante señalar que, cualquier desequilibrio no debe ser atribuido a las mercancías físicamente enviadas, sino que se ha de tener en cuenta la propiedad intelectual, y la actualización de la legislación china referente a su protección. Sin embargo, la ACP piensa que seguirá creciendo durante una generación, como lo ha hecho durante los últimos años. Uno de los principales valedores entre los críticos de dicha propuesta de ampliación es la del ex - administrador del canal Fernando Manfredo, que sostiene que es poco realista tratar de predecir las tendencias de uso del canal durante toda una generación, y también, que aún más improbable sería esperar que las importaciones EE. UU.-China sigan creciendo como lo han hecho en los últimos años, durante otra generación, por lo que resulta irresponsable apostar el futuro financiero de Panamá en esta proyección.

## Competencia

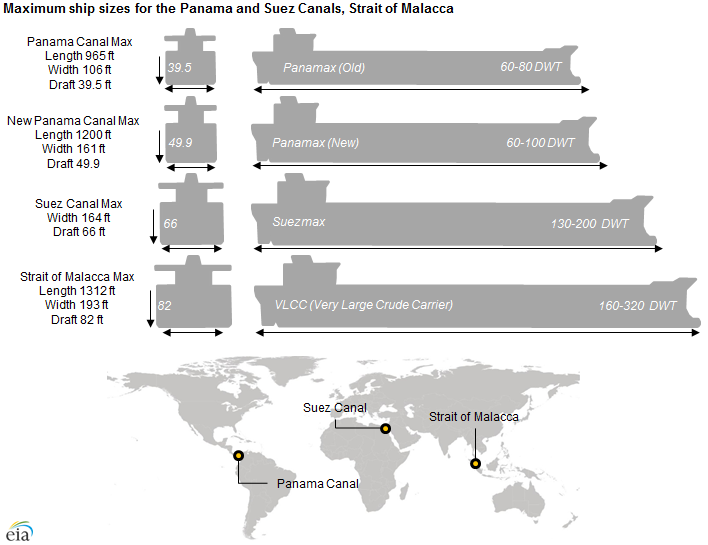
Tamaño máximo de los buques en el canal de Panamá, el canal de Suez y el estrecho de Malaca (en inglés)

La mayor competencia para la vía panameña son las rutas alternativas, las cuales presentan opciones para el transporte de carga entre los mismos puntos de origen y destino. Los principales competidores del Canal de Panamá son el sistema intermodal de Estados Unidos (el cual no es opción para la mayoría de transportistas en el mundo por el tiempo de recorrido debido al tamaño del país) y el Canal de Nicaragua, el cual es sólo un proyecto, y pese a los obstáculos e inconvenientes el gobierno de ese país lo busca sacar adelante, y más recientemente en los años 2020´s, debido a la falta de lluvias en el país, lo que ha originado un bajo nivel de agua que ha dificultado el paso de enormes embarcaciones por el canal, inversionistas de China han manifestado interés al gobierno de Colombia en construir un canal interoceánico sobre el Río Atrato en el departamento del Chocó, limítrofe con Panamá.
Según la ACP (Autoridad del Canal de Panamá), la tendencia cada vez mayor de utilizar barcos post- Panamax en rutas transcontinentales para competir con el canal, es irreversible. Los puertos y centros de distribución de mercancía principales en estas rutas están investigando su capacidad, ubicación marítima e infraestructura en tierra para servir estos buques y manejar los volúmenes de carga. El año 2011, más de un tercio de la capacidad de la flota de portacontenedores del mundo consistía en buques que no caben por el canal, y una gran parte de esta flota transcurría por las rutas que compiten con Panamá, como el Transpacífico intermodal de los EE. UU. y la ruta del Canal de Suez. Ya hay muchos buques nuevos para transitar el Canal Ampliado, y muchos más en construcción tomando en cuenta las dimensiones de sus nuevas esclusas. El buque promedio portacontenedor, por ejemplo, en construcción actualmente es de entre 12.000 a 13.000 teus, existiendo buques de 18.000 o más teus. Estos no sobrepasan la dimensión promedio en construcción y, por ende los nuevos pedidos pueden pasar libremente por Panamá o Suez.
Los estados de las ofertas que fortalecen su posición competitiva permitirán a la vía interoceánica acomodar la demanda y servir sus clientes, situando a Panamá como el eje de conectividad más importante en el continente, uniéndose junto al istmo las rutas continentales Norte-Sur con las rutas transcontinentales Este-Oeste. Por consiguiente, el Canal continuará siendo viable y competitivo entre todas estas rutas y sectores, y contribuirá al desarrollo y crecimiento de Panamá mientras mantendrá su posición como una de las rutas del comercio mundial más importantes.

## Previsiones

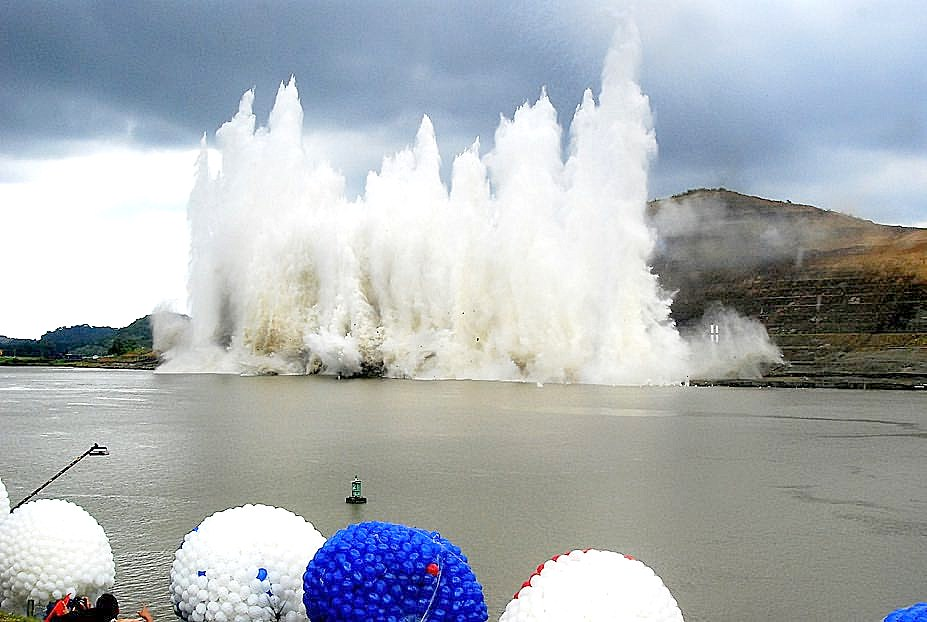
Voladura efectuada el 3 de septiembre de 2007.

La vía interoceánica panameña alcanzó su máxima capacidad sostenible hace años, y ya no era capaz de seguir manejando el aumento de la demanda, dando por resultado una disminución en la competitividad de la ruta marítima de Panamá.
Todos los medios creativos han sido empleados por la ACP para aumentar la capacidad, en tanto no se terminara la ampliación. En 2006 la ACP implementó el sistema de reserva de cupos y subastas del Canal de Panamá que permitió administrar mejor la escasa capacidad disponible, y mejorar el nivel de servicio ofrecido a las navieras. La puesta en práctica de este sistema, tomó en cuenta el alto costo de operación de los navíos, las largas filas de espera que se forman para cruzar en temporada alta, que algunas veces puede llegar hasta siete días, y el alto valor de muchas de las mercancías transportadas (principalmente vehículos automotores y contenedores con productos electrónicos). Históricamente, el Canal siempre ha operado bajo la disciplina de teoría de colas que establece que el primero que llega es el primero que es atendido (en inglés First in, first out -FIFO-). 
La ACP puso a disposición de los clientes un sistema de reserva de cupos, disponible a través de la Internet, que permite a los que no quieren hacer fila, pagar aproximadamente un 15% adicional sobre la tarifa correspondiente, garantizando así el tránsito en un día específico y en un tiempo de 18 horas o menos. La ACP vende 24 de estos cupos con hasta 365 días de anticipación. Desde el 1 de abril de 2006, la ACP puso a disposición el llamado cupo de reserva número 25, que se vende en subasta al mejor postor. Los principales clientes del sistema de reservas son los cruceros de turismo, los transportadores de coches ya ensamblados, barcos de contenedores y los barcos de productos refrigerados. El récord de la mayor tarifa pagada mediante el sistema de subasta de cupos reservados, es de 220.300  dólares, el 24 de agosto de 2006. El cliente fue el barco tanquero Erikoussa, que evitó una fila de 90 navíos, que se formó debido a trabajos de mantenimiento en la esclusa de Gatún, ahorrándose  una demora de siete días. La tarifa de reserva normal hubiera sido de apenas 13.400 dólares.
El Canal Ampliado permitirá captar toda la demanda proyectada hasta el año 2.025 y más allá. Juntas, las esclusas existentes y las nuevas representarán aproximadamente el doble de la capacidad actual, el nuevo canal también podrá permitir el paso de otros tipos de barco de menor tamaño y capacidad, para aumentar el tránsito de barcos en espera para pasar por el canal.
Los críticos, como el ex legislador Dr. Keith Holder, coautor de la legislación que creó la ACP, señalan que el uso del canal es estacional y que incluso durante los pocos meses en que más se llena, el cuello de botella que frena el tráfico no son las esclusas, sino el estrecho Corte Culebra, por su capacidad limitada para que los barcos de gran tamaño lo puedan cruzar.
El exjefe de la División de Dragado del Canal de Panamá, Thomas Drohan, también crítico del plan de expansión, descartaba los puntos de vista de que se trataba de un problema a corto plazo, sosteniendo que, si se limita la oferta de cualquier bien o servicio, cualquier tipo de negocio puede aumentar su precio, y esto se habría aplicado también a los peajes de la vía panameña, de la misma manera que se hace con el petróleo.

## Proyecto

### Avance
En términos generales, el programa de ampliación del Canal de Panamá cumplió el cronograma de trabajo de acuerdo al informe de avance al 31 de diciembre de 2009.

### Nuevas esclusas
El canal de Panamá original contaba con dos carriles, cada uno con su propio juego de esclusas. Merced a la ejecución del proyecto de ampliación, se ha añadido un tercer carril mediante la construcción de esclusas complejas en cada extremo. Una esclusa se localiza en el lado Pacífico, al sudoeste de las esclusas existentes en Miraflores. 
La otra se localiza al este de las esclusas existentes en Gatún. Cada una de estas nuevas esclusas cuenta con tres cámaras de agua consecutivas, diseñadas para elevar los buques desde el nivel del mar hasta el nivel del Lago Gatún, y a la inversa, para hacerlos descender desde el nivel del lado Gatún al nivel del mar. Cada cámara cuenta con tres tinas de ahorro de agua, para un total de nueve tinas por esclusa y 18 tinas en total. Al igual que las esclusas previamente existentes, las nuevas esclusas y sus tinas se llenan y vacían por gravedad, sin el uso de bombas (el agua, dulce, proviene del lago Gatún). 
La posición de las nuevas esclusas ocupa una parte importante del área ya excavada por los Estados Unidos en 1.939, en un proyecto de ampliación antes de que se suspendieran los trabajos, en 1.942, debido al inicio de la Segunda Guerra Mundial. Las nuevas esclusas están conectadas al sistema existente a través de nuevos canales de navegación.
Las nuevas cámaras de las esclusas miden 426,72 m (1.400 pies) de largo, por 54,86 m (180 pies) de ancho y 18,29 m (59 pies) de profundidad, son más largas, anchas y profundas que las anteriores esclusas, y se espera que puedan permitir el paso de más barcos de carga, que se puedan diseñar y construir en el futuro, porque mientras más contenedores puedan transportar se reduce el costo de combustible y el peaje en los puertos, que se divide entre todos los contenedores transportados por el barco de carga, que al final es pagado por el consumidor que necesita recibir esos contenedores con mercadería, empresas de carga y navieras, aunque se considera que será muy complicado construir barcos más grandes porque existen pocos puertos en el mundo que los pueden recibir, debido a que el calado del barco, la profundidad necesaria para navegar aumenta, la línea bajo la flotación del barco a plena carga, es más profunda cuando el largo y ancho del barco es más grande.

### Cuarto juego de esclusas
Se utilizarían puertas rodantes en lugar de las puertas de mitra usadas en las esclusas existentes. Las puertas rodantes se utilizan en  casi todas las esclusas existentes de dimensiones similares a las proyectadas, y son una tecnología probada. Los remolcadores sustituirían a las locomotoras ("mulas") para colocar a los buques. Como en el caso de las puertas rodantes, los remolcadores se utilizan actualmente exitosa y extensamente en esclusas de dimensiones similares. El cuarto juego de esclusas, está en evaluación y un grupo de expertos del Canal de Panamá, está conformado en una oficina especial que se dedica a evaluar todos los pormenores del comportamiento de la industria marítima mundial, entre ellas, mercado, diseño, tamaño de buques, rutas comerciales y tipo de carga a manejar. Será de dimensiones mayores a las actuales y ya cuenta con el espacio o claro necesario en ambos lados del canal para su construcción. El tiempo de construcción oscilará entre 15 y 20 años a un costo oscilando los 15 mil millones de dólares. Se espera que su construcción se de en 2025. Tomar en cuenta que el canal tiene capacidad para mover el 98% de la flota mundial total. Las nuevas esclusas, complementan este porcentaje a futuro. por ejemplo, los ultraportacontenedores que pasan las nuevas esclusas neopanamax, están oscilando los 15500 teus. Siendo este tamaño de buque no el máximo todavía previsible que podrá transitar los nuevos juegos de esclusas neopanamax. Se espera un máximo de 17000 teus a futuro. Las nuevas esclusas a construir a futuro manejaran portacontenedores mayores a los 20000 teus.

### Canales de navegación auxiliares

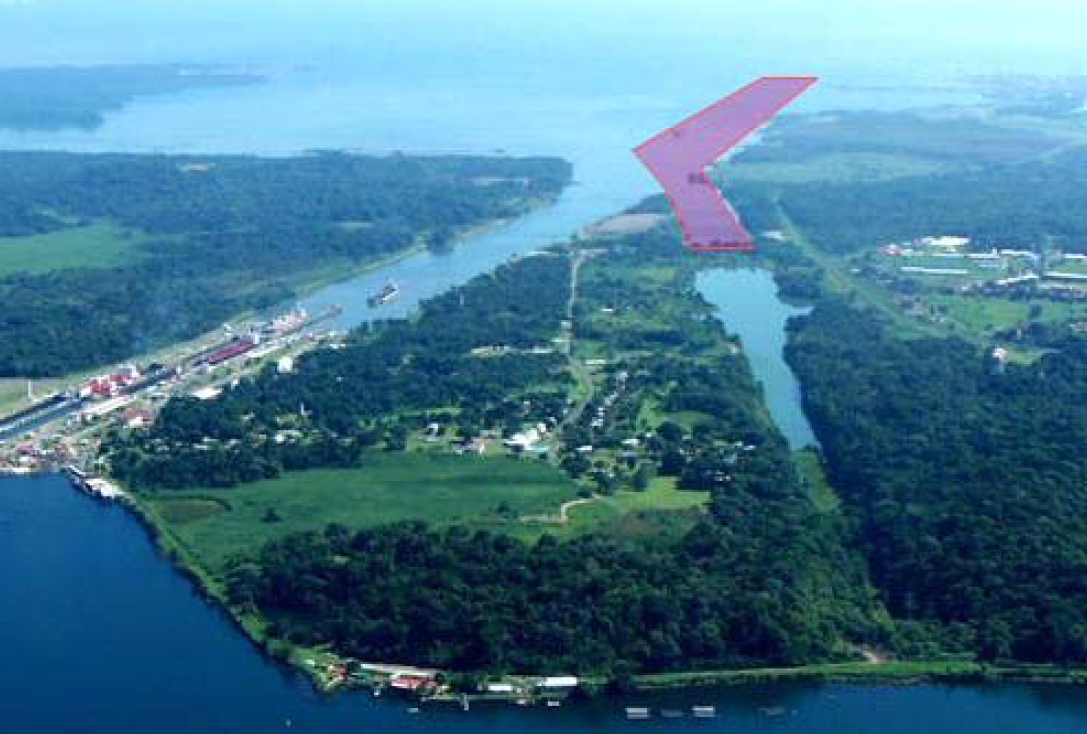
Acceso en el lado Atlántico del Tercer Juego de Esclusas.

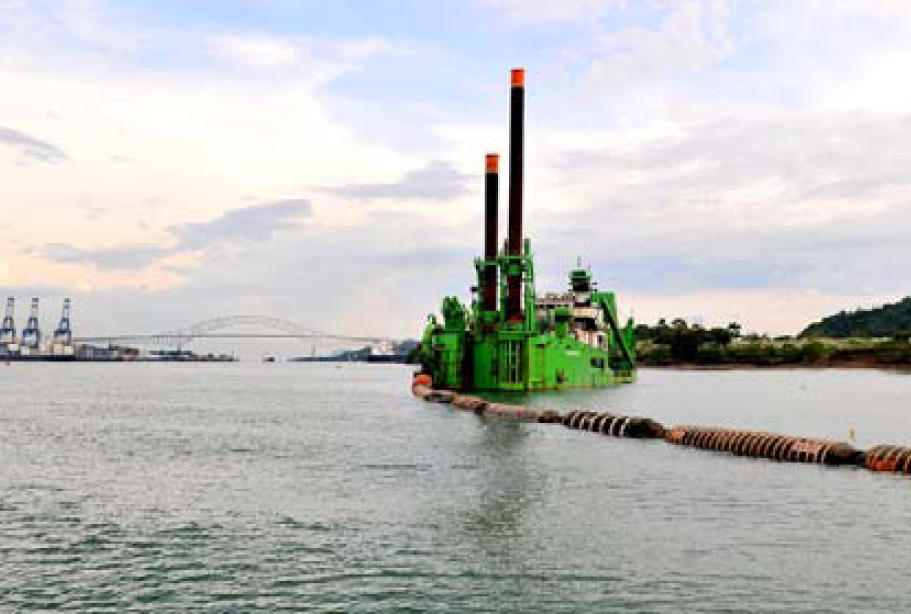
Draga de tolva Breydel en la entrada del lado Pacífico del Tercer Juego de Esclusas.

Según el plan, se excavaron canales de 3,2 km (2,0 millas) para conectar las nuevas esclusas del Atlántico con la entrada existente al mar. Además, se han construido dos nuevos canales de acceso para las nuevas esclusas del Pacífico:
- El canal de acceso al norte, que conecta la nueva esclusa del Pacífico- esclusa lateral con el Corte Culebra, eludiendo el lago Miraflores, y que mide 6.2 km (3.9 millas) de largo.

- El canal de acceso al sur, que conecta la nueva esclusa con la entrada existente al Pacífico, y que mide 1,8 km (1,1 millas) de largo (véase el gráfico 5). Los nuevos canales miden 218 metros (715 pies) de ancho, tanto en el lado del Atlántico como del Pacífico, lo que permite que los buques Post-Panamax naveguen en estos canales, en una sola dirección, en cualquier momento.

### Elevación del nivel del agua del lago Gatún en 0,46 m
Todas las costas del Canal de Panamá hacen referencia precisa al Nivel de Referencia (PLD), que determina el nivel del mar en las entradas del Atlántico y del Pacífico. El nivel máximo de servicio del lago Gatún se elevará en, aproximadamente, 0,45 metros (1,5 pies) – desde el nivel PLD actual de 26,7 metros (87,5 pies) a un nivel PLD de 27,1 metros (89 pies). Combinado con la ampliación y profundización de los canales de navegación, este componente aumentará la capacidad de almacenamiento de agua de reserva del lago Gatún, y permitirá que el sistema de la vía interoceánica, suministre un promedio diario de 165.000.000 galones EE. UU. (625.000.000 L; 137.000.000 imp gal) adicionales. Este volumen añadido, es suficiente para abastecer un promedio anual de, aproximadamente, 1.100 esclusajes adicionales, sin afectar al suministro de agua para uso humano, que también procede de los lagos Gatún y Alhajuela.

## Finanzas
El objetivo principal del programa de ampliación del Canal es incrementar la capacidad de Panamá para beneficiarse de la creciente demanda de tráfico, que afecta tanto al volumen de carga, como al aumento del tamaño de los buques que van a usar la vía interoceánica.
El Canal Ampliado será capaz de gestionar la previsión de la demanda de tráfico más allá de 2.025, y los ingresos totales para ese año, ajustados por inflación, se elevarán a más de 6.200 millones de dólares americanos.

### Coste final
El coste final para construir el tercer juego de esclusas por la ACP ha sido de 5581 millones de dólares, incluyendo el diseño, administración, construcción, pruebas, mitigación de daños ambientales y los costes de puesta en marcha. El coste más relevante del programa descansa sobre los dos nuevos complejos de esclusas, uno en el lado Atlántico y otro en el Pacífico. La obra fue contratada por 3200 millones de dólares. Más de 2800 millones de dólares adicionales quedan en reclamación por incremento de costes.

### Ganancias estimadas
Según la ACP, el tercer juego de esclusas es financieramente rentable, al producir una tasa interna de devolución del 12%; es autofinanciable y su financiación quedó al margen de la intervención del Gobierno. El estado no garantizó ni respaldó los préstamos realizados por la ACP (Autoridad del Canal de Panamá) para la ejecución del proyecto. Con el aumento de los peajes, a una tasa media anual del 3,5% durante 20 años y, según el pronóstico más probable de la demanda de tráfico, la financiación externa necesaria será temporal. Con los flujos de ingresos líquidos generados por la ampliación del Canal, se recuperarán los costos de inversión en menos de 10 años, y la financiación se podría reembolsar en, aproximadamente, ocho años. 
Sin embargo, el significado actual de “autofinanciación”, es controvertido. Las proyecciones de ingresos de la ACP, se basan en suposiciones sobre el incremento del uso del canal, y la disposición de los cargueros de pagar peajes más elevados, en lugar de buscar rutas competidoras, ambas hipótesis cuestionadas por los críticos.

## Impacto ambiental

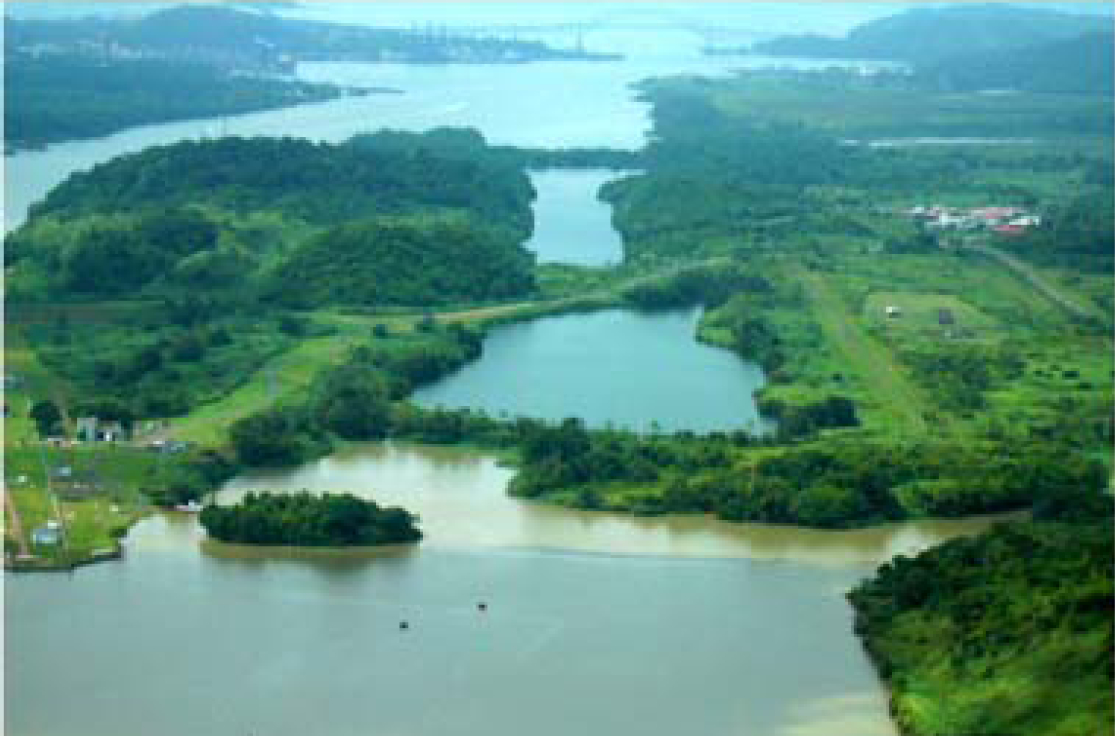
Vista aérea del área de construcción en el lado del Pacífico en 2009.

La ACP sostuvo que el proyecto del tercer juego de esclusas era viable desde el punto de vista ambiental. Se ha comprobado que todos los posibles impactos ambientales adversos, se pueden disminuir a través de los procedimientos y la tecnología existente, y no hay efectos adversos previstos permanentes, o que no se puedan reducir en la población o en el medio ambiente. No hay elementos en el alcance del proyecto que pongan en peligro su viabilidad ambiental, tales como comunidades, bosques primarios, parques nacionales o reservas forestales, lugares patrimoniales o sitios arqueológicos relevantes, zonas de producción agrícola o industrial, o zonas turísticas o portuarias. No se causarán impactos permanentes o irreversibles en el agua, o en la calidad del aire. El programa propuesto de suministro de agua, cumple con los objetivos de maximizar la capacidad de agua de los lagos Gatún y Alhajuela, y aplica la tecnología más eficiente para la utilización del agua en las esclusas, por lo que no serán necesarias reservas nuevas. Por lo tanto, no será necesario reubicar a las comunidades. Toda la zona afectada directamente por la Ampliación se encuentra dentro de las áreas operativas y administrativas de la ACP.

## Críticos del proyecto
Críticos del proyecto argumentan que existen muchos factores ambientales que deben ser considerados. Por ejemplo: la relación entre El Niño (El niño oscilación sur por sus siglas en inglés) y el calentamiento global amenazan las fuentes de agua. La ACP (Autoridad del Canal de Panamá) ha encargado numerosos estudios a varios consultores, acerca de la provisión de agua y la calidad de la misma. Algunos de ellos como Eric Jackson (editor del Panama News, periódico electrónico), Gonzalo Menéndez (El primer Director de la Autoridad Nacional del Ambiente, ANAM), Ariel Rodríguez (biólogo de la Universidad de Panamá), la primera Viceministro de Trabajo Grettel Villalaz de Allen y otros, son algunos de los más prominentes críticos de la Ampliación desde el punto de vista de la calidad del agua. Jackson argumenta que las afirmaciones públicas de la ACP, a menudo no concuerdan con lo encontrado en sus estudios. El dice que los estudios de Delft Hydraulics, WPSI Inc, y DHI sostienen que -no importa lo que se haga para mitigar el problema del aumento en el gasto de agua de la cuenca, característica de las nuevas esclusas construidas- se incrementará el paso de agua salada hacia el Lago Gatún, del cual cerca de la mitad de la población del país obtiene el agua potable. El método escogido para paliar parcialmente el problema, es operar las nuevas esclusas de agua dulce proveniente del Lago Gatún con características de ahorro de agua (tinas auxiliares), lo que no disminuye los interrogantes acerca de la seguridad del suministro de agua para la población.
Sin embargo, una de las organizaciones ambientales líderes en Panamá, ANCON (Asociación Nacional para la Conservación de la Naturaleza) sostiene que la operación del tercer juego de esclusas, incluyendo el ahorro de agua de la cuenca, confirma de forma creíble que habrá muy bajo nivel de salinización del agua del Lago Gatún, y que estos niveles preservarán la separación biológica de los océanos, con el aseguramiento de la biodiversidad y de la calidad del agua para consumo humano.

## Generación de empleo
10 000 fueron los empleos directos generados durante la construcción del Canal Ampliado, incluyendo trabajadores de 40 países diferentes.
El mayor impacto en el empleo, será a mediano y largo plazo y provendrá del crecimiento económico que traerá ingresos extra generados por las actividades económicas, producidas por el incremento del tránsito de buques y veleros. Todo esto contribuye a apuntalar por completo las ventajas de la posición geográfica de Panamá. La mano de obra requerida para la construcción del tercer juego de esclusas fue, en su gran mayoría, de panameños, que fueron capacitados con antelación, merced a programas incluidos en los costos del proyecto.  
Entre quienes se oponían a la Ampliación, estaba la Unión de Trabajadores de la Construcción, SUNTRAC. El Secretario General de la Unión, Genaro López, argumentaba que, mientras que el proyecto generaría algunos trabajos para la construcción, la deuda en que se incurriría para construir el tercer juego de esclusas no sería sufragada por el incremento del uso del Canal, reduciendo las contribuciones de la vía acuática a los fondos generales del gobierno nacional y de paso reduciendo el dinero para los proyectos de viales, escuelas públicas, protección policial y todos los demás servicios gubernamentales.
Los críticos también señalaban la falta de un plan de desarrollo social que acompañara al proyecto. El Presidente Torrijos aceptó desarrollar un plan con la mediación del Programa de las Naciones Unidas para el Desarrollo.

## Voces que apoyaban el proyecto
- 76,8% de los votantes panameños en un referéndum, la participación fue del 43, 32%.
- ANCON (Asociación Nacional para la Conservación de la Naturaleza) ha dado su aprobación de los estudios ambientales de la propuesta y señaló algunas recomendaciones en caso de aprobarse el proyecto. Esta organización, entre otros, como La Conservación de la Naturaleza, con sede en EE. UU., con unos pocos seguidores de Panamá, y el exdirector de la agencia INRENARE que fue el antecesor de la Autoridad Nacional del Ambiente, Stanley Heckadon, han avalado la propuesta.
- Los expresidentes Mireya Moscoso y Ernesto Pérez Balladares.
- Diario La Prensa en una nota editorial.
- Cámara de Comercio, Industrias y Agricultura de Panamá.
- Clientes del Canal, muchos en la industria marítima y en Panamá y las comunidades de negocios del mundo.
- El gobierno alineados CONATO (Consejo Nacional de Trabajadores Organizados) favorece el proyecto.
- El expresidente, Ricardo Martinelli, y el exalcalde de la Ciudad de Panamá Juan Carlos Navarro.
- La ex Miss Universo Justine Pasek, escritora Rosa María Britton y pintora Olga Sinclair.
- Cantantes como Mach y Daddy, Rubén Blades, Karen Peralta.
- Atletas de Panamá como Carlos Lee, Mariano Rivera, Roberto Vásquez, Vicente Mosquera, Maestrito Córdoba y Danilo Pinnock.
- Campeones mundiales de boxeo panameño Roberto “La Araña” Vásquez y la leyenda Roberto Durán.

## Voces que criticaban el proyecto
- Eric Jackson, editor del periódico electrónico Panama News
- Gonzalo Menéndez, primer Director de la Autoridad Nacional del Ambiente, ANAM
- Ariel Rodríguez, biólogo de la Universidad de Panamá
- Grettel Villalaz de Allen,  primera Viceministro de Trabajo
- Juan Carlos Varela, candidato y expresidente de la República de Panamá [cita requerida]